# Berg Seelscheid
Berg Seelscheid ist ein Ortsteil von Seelscheid in der Gemeinde Neunkirchen-Seelscheid im nordrhein-westfälischen Rhein-Sieg-Kreis.

## Geographische Lage
Berg Seelscheid liegt östlich vom Wenigerbachtal gegenüber Dorf Seelscheid. Die Grenze lag Höhe der Straße Erlengrund. Nördlich liegt der Ortsteil Schmitten, östlich Leienkreuz und Kurtsiefen. Zentrum ist die katholische Kirche St. Georg.

## Geschichte
1830 hatte Berg Seelscheid 60 Einwohner. 1845 hatte der Weiler 72 katholische und 28 evangelische Einwohner (100) in 18 Häusern. 1888 gab es 79 Bewohner in zwölf Häusern.
Der Weiler gehörte bis 1969 zur Gemeinde Seelscheid.